# Tymoteusz (Aioanei)
Tymoteusz, imię świeckie Cristinel-Gabriel Aioanei (ur. 13 listopada 1966 w Rădășeni) – rumuński biskup prawosławny.

## Życiorys
W 1984 rozpoczął naukę w seminarium duchownym św. Beniamina przy monasterze Neamț. 1 lutego 1989 złożył w tymże monasterze wieczyste śluby mnisze przed archimandrytą Bartłomiejem (Ananią). 8 czerwca 1989 został wyświęcony na hierodiakona. Podjął wyższe studia teologiczne w Instytucie Teologicznym Uniwersytetu w Bukareszcie, następnie przeniósł się na analogiczny kierunek studiów na uniwersytecie w Jassach, gdzie służył równocześnie jako hipodiakon metropolity Mołdawii i Bukowiny Daniela. W 1993 ukończył studia teologiczne. 14 października tego samego roku w soborze św. Paraskiewy, Spotkania Pańskiego i św. Jerzego w Jassach został wyświęcony na hieromnicha. W latach 1995–1996 przebywał w Atenach na kursie języka nowogreckiego, równocześnie służąc w cerkwi św. Pantelejmona w Atenach.
W 2002 otrzymał godność archimandryty. Służył w soborze katedralnym w Jassach, a od 2001 także jako egzarcha (dziekan) monasterów w archieparchii Jass. W latach 2002–2008 zasiadał w komisji liturgicznej archieparchii Jass. W 2008 przeszedł do służby w archieparchii Bukaresztu jako eklezjarcha w soborze katedralnym oraz egzarcha monasterów.
29 września 2014 Święty Synod Rumuńskiego Kościoła Prawosławnego nominował go na biskupa pomocniczego archieparchii Bukaresztu. Jego chirotonia biskupia odbyła się 30 października tego samego roku w soborze Świętych Konstantyna i Heleny w Bukareszcie pod przewodnictwem patriarchy Rumunii Daniela.